# Jacobiform
Inom matematiken är en Jacobiform en automorf form över Jacobigruppen, som är den semidirekta produkten av symplektiska gruppen Sp(n;R) och Heisenberggruppen {\displaystyle H_{R}^{(n,h)}}. Teorin om Jacobiformer studerades först systematiskt Eichler & Zagier (1985).

## Definition
En Jacobiform av nivå 1, vikt k och index m är en funktion φ(τ,z) av två komplexa variabler (med τ i övre halvplanet) så att
- {\displaystyle \phi \left({\frac {a\tau +b}{c\tau +d}},{\frac {z}{c\tau +d}}\right)=(c\tau +d)^{k}e^{\frac {2\pi imcz^{2}}{c\tau +d}}\phi (\tau ,z){\text{ för }}{a\ b \choose c\ d}\in SL_{2}(Z)}
- {\displaystyle \phi (\tau ,z+\lambda \tau +\mu )=e^{-2\pi im(\lambda ^{2}\tau +2\lambda z)}\phi (\tau ,z)} för alla heltal λ μ.
- {\displaystyle \phi } har en Fourierexpansion

{\displaystyle \phi (\tau ,z)=\sum _{n\geq 0}\sum _{r^{2}\leq 4mn}c(n,r)e^{2\pi i(n\tau +rz)}.}

## Exempel
Exempel i två variabler är Jacobis thetafunktioner, Weierstrass ℘-funktion och Fourier–Jacobi-koefficienterna av Siegel-modulära former av genus 2. Exempel i fler än två variabler är karaktärerna av några irreducibla högsta-vikt representationer av affina Kac-Moody-algebror. Meromorfa Jacobiformer förekommer i teorin om falska modulära former.